# Крупинов, Пётр Никифорович
Пётр Никифорович Крупинов (15 [28] августа 1906, Большая Избенка, Кологривский уезд, Костромская губерния, Российская империя — 29 марта 1998, Иваново) — Герой Советского Союза, командир отделения автоматчиков моторизированного батальона автоматчиков 11-й отдельной гвардейской танковой бригады 2-й танковой армии 2-го Украинского фронт, гвардии старшина.

## Биография
Родился 15 (28) августа 1906 года в деревне Большая Избёнка Кологривского уезда Костромской губернии (ныне Межевской район Костромской области) в семье крестьянина. Русский.
Окончил начальную школу. С 9 лет остался без матери, а отец был на фронте. Начал работать в поле, подростком уходил на лесозаготовки, на сплав леса на реке Унже. Был активным селькором костромской газеты «Борона». В начале 1927 году уехал в город Иваново-Вознесенск (ныне Иваново). Работал плотником на строительстве фабрики «Красная Талка», жилых домов, мостов в городе.
В конце 1927 году добровольно пришёл в военкомат, сдал экзамены и был направлен на учёбу в Иваново-Вознесенскую пехотную школу, находящуюся в городе Орле. Но окончить учёбу не довелось. В 1930 году был отчислен по состоянию здоровья. Вернулся в Иваново. Работа в городском совете «Осоавиахима», затем на машиностроительном заводе. Успешно закончил вечерний рабфак. В 1936 году пришёл работать на завод «Энергозапчасть», руководил производственным отделом. Член ВКП(б)/КПСС с 1938 года. Заочно учился в текстильном институте.
В ноябре 1941 года отказался от «брони», ушёл добровольцем в Красную Армию. Сначала был зачислен в парашютно-десантную бригаду в городе Тейкове (Ивановская область), но вскоре был признан негодным к службе в десантных войсках по состоянию здоровья. В составе 105-го отдельного стрелкового батальона служил в тылу, охранял мосты и железнодорожные пути. Только в сентябре 1942 года был зачислен стрелком-автоматчиком в 11-ю гвардейскую танковую бригаду, находящуюся на отдыхе в Саратове.
С декабря 1942 года — в действующей армии. Боевое крещение получил в боях под городом Севском. Командуя отделением автоматчиков, парторг роты, Крупинов, прошёл со своей гвардейской танковой бригадой сквозь огонь Орловско-Курской битвы, принял участие в разгроме немцев на Украине. Не раз в сложной обстановке, когда из строя выходили офицеры, брал командование подразделением на себя. В рядах 2-й танковой армии дошёл до Берлина.
Особо отличился в феврале-марте 1944 года, во время разгрома Корсунь-Шевченковской группировки врага. Пять гвардейских танков и сорок автоматчиков, среди которых был и Крупинов, заняли оборонительные позиции между деревнями Джурженцы и Почапинцы, перекрывая путь прорывавшейся из окружения гитлеровской танковой дивизии. Целый день шёл бой с превосходящими силами. Уже кончались боеприпасы и тогда танкисты пошли в контратаку, давя гусеницами врага. Держась на броне одного из танков, гвардии старшина Крупинов из ручного пулемёта косил мечущихся на дороге гитлеровцев, в упор расстреливал отступающего противника. Не выдержав напора, враг начал сдаваться в плен.
5 марта 1944 года началась Уманско-Ботошанская операция. За три дня танкисты с боями прошли шестьдесят километров. В этих наступательных боях гвардии старшина Крупинов был всё время впереди. Когда мотострелковый батальон с танками, преследуя противника, ворвался в село Буки, он первый со своим отделением переправился через реку Горный Тикич и повёл фланговый огонь по отступающим гитлеровцам. В боях за село Помойник Крупинов принял командование взводом на себя, догнал противника и навязал ему ближний рукопашный бой. Несколько раз Крупинов ходил в разведку и приносил ценные сведения о противнике. 10 марта танкисты ворвались в город Умань, в уличных боях вновь отличился гвардии старшина Крупинов.
На следующий день, восемь танков с автоматчиками на броне на большой скорости прошли в тыл противника. Подавив сопротивление гитлеровцев на пути следования, отряд ворвался в село Берёзки-Бершадские и захватил переправу через реку Южный Буг. Отражая контратаки противника, Крупинов грамотно разместил автоматчиков и умело руководил боем. Автоматчики и танкисты удержали переправу до подхода основных сил. В этом бою гитлеровцы потеряли 353 солдата и офицера убитыми, 5 автомашин, 10 повозок, 15 пулемётов и другое вооружение.
В апреле 1944 года был направлен на курсы младших лейтенантов 2-й танковой армии. На учёбе узнал о присвоении высокого звания.
В сентябре 1944 года, по окончании учёбы, гвардии младший лейтенант Крупинов получил назначение парторгом батальона 76-го отдельного автомобильного полка. С ним прошёл до конца войны. День Победы гвардии лейтенант Крупинов встретил в Берлине.
После войны продолжил службу в армии, парторгом, с осени 1946 года замполитом батальона того 76-го отдельного автомобильного полка, затем замполитом армейского госпиталя. В апреле 1947 года гвардиистарший лейтенант Крупинов уволен в запас.
Вернулся в город Иваново. В 1952 году окончил Всесоюзный заочный текстильный институт. Работал начальником ОТК, затем начальником конструкторского отдела завода «Ивтекмаш».
Скончался 30 марта 1998 года. Похоронен в Иваново на кладбище в Балино.

## Награды
- Указом Президиума Верховного Совета СССР от 13 сентября 1944 года за образцовое выполнение заданий командования и проявленные мужество и героизм в боях с немецко-фашистскими захватчиками старшине Крупинову Петру Никифоровичу присвоено звание Героя Советского Союза с вручением ордена Ленина и медали «Золотая Звезда» (№ 4563).
- Награждён орденами Отечественной войны 1 степени, Красной Звезды, Славы 3-й степени, медалями.